# Poussanges
Poussanges ist eine Gemeinde in Frankreich. Sie gehört zur Region Nouvelle-Aquitaine, zum Département Creuse, zum Arrondissement Aubusson und zum Kanton Felletin. Sie grenzt im Norden an Saint-Frion, im Nordosten an Saint-Georges-Nigremont, im Südosten an Magnat-l’Étrange, im Südwesten an Clairavaux, im Westen an Croze und im Nordwesten an Saint-Quentin-la-Chabanne (Berührungspunkt).

## Bevölkerungsentwicklung

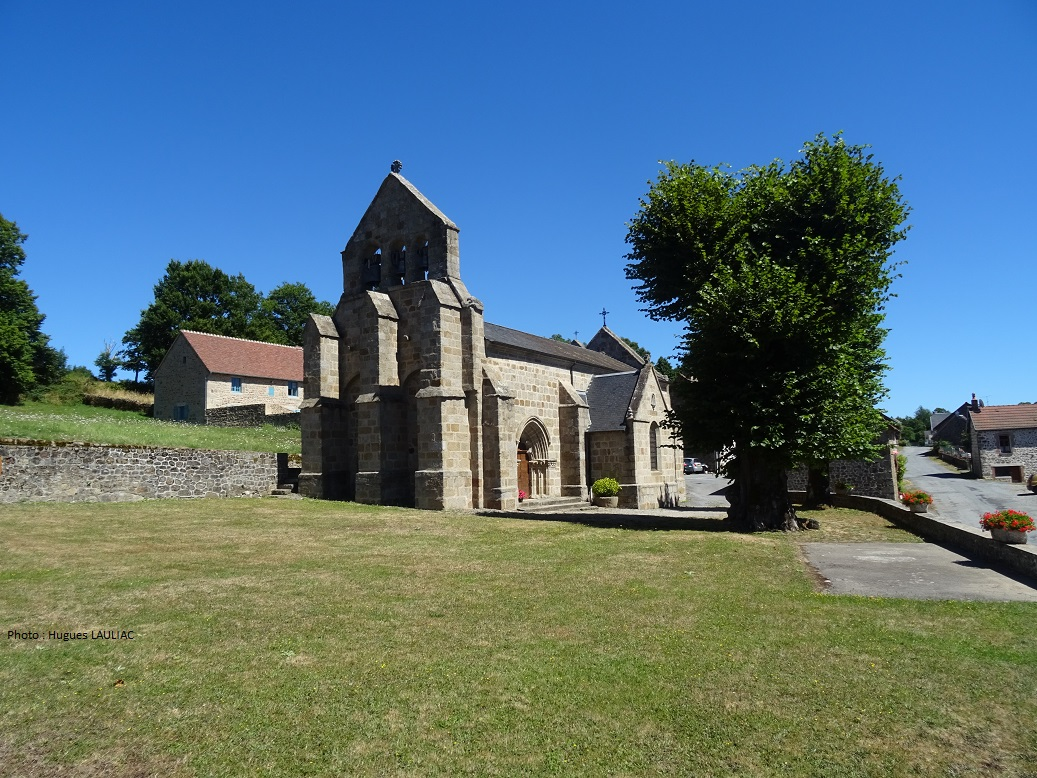
Kirche St. Peter und Paul

| Jahr      | 1962 | 1968 | 1975 | 1982 | 1990 | 1999 | 2008 | 2013 |
| --------- | ---- | ---- | ---- | ---- | ---- | ---- | ---- | ---- |
| Einwohner | 252  | 218  | 207  | 192  | 196  | 170  | 145  | 138  |